# تومان
تومان (گفتار عامیانه: تُمَن) یکای پول رسمی ایران است که به‌طور پیوسته از قرن هفتم هجری تاکنون در ایران کاربرد داشته است و با وجود تغییر واحد پول ایران در سال ۱۳۰۸ به ریال، مردم همچنان از واحد شمارش تومان استفاده می‌کنند.
در تاریخ ۱۵ اردیبهشت ۱۳۹۹ خورشیدی اعلام شد واحد پول ملی ایران از ریال به تومان تغییر خواهد یافت به این گونه که هر یک تومان ده قران و معادل هزار ریال سابق شد. با اینحال این موضوع هنوز به صورت رسمی اجرا نشده است

اسکناس یک تومانی ایران در زمان ناصرالدین‌شاه قاجار

## واژه‌شناسی
ریشهٔ واژه «تومان» در زبانِ هندو-اروپاییِ تخاری است این قوم آریایی و ایرانی تبار بودند. این واژه از زبان تخاری-آ tmāṃ و تخاری-ب tmāne/tumane گرفته شده است که به معنی هزار می‌باشد. بنا بر گواه‌ها و نوشته‌های باستانی، این واژه ریشهٔ آریایی و هندواروپایی دارد که وام واژه‌وار درون زبان‌های آلتایی مغولی - ترکی شده است. واژه تومان از واژه "من man" در زبان پارسی که یکای (=واحدی) سنجش سنگینی‌ست گرفته شده است، این واژه نخستین بار در زبان تُخاری که زبان کوشانیان بوده، به کار رفته است. زبان تُخاری زبانیست هندواروپایی و خویشاوند زبانهای ایرانی که بسیار به زبان سلتی نزدیک است، و روزگاری از خاور(=شرق) ایران تا باختر (غرب) چین و دشتر(=جنوب) آسیای میانه گفتگو می‌شده است. تومان در زبان تخاری کهن به ریختار «تمان» و در تخاری نو به ریختار «تومانه» به چم(= معنی) ده‌هزار به کار رفته است. از آنجا که زبان تُخاری با سرزمین آلتایی (ترکان و مغولان) نزدیک بوده، از این روی وام واژگان بسیاری به زبانهای مغولی و ترکی سپرده است. بن‌مایه‌های پژوهشی ترکیه نیز این واژه را از بُن ایرانی و تُخاری دانسته‌اند. سپس این واژه از زبانِ تخاری وارد زبان‌های آسیای مرکزی شده است.
«تومان» در ایران، وام‌واژه‌ای مغولی به معنای ده هزار (۱۰۰۰۰) است. در بخش‌بندی‌های لشکری به ده هزار سرباز، تومان گفته و فرمانده آن را امیرتومان می‌نامیدند. این واژه از دوران امپراتوری مغول (سدهٔ ۷) در سرزمین ایران متداول گردید.
" از هر ده یک نفر را امیر نُه دیگر کرده و از میان ده امیر یک کس را امیر صد نام نهاده و تمامت صد را در زیر فرمان او کرده و بدین نسبت تا هزار شود و به ده هزار کشد، امیری نصب کرده و او را امیرتومان خوانند و بدین قیاس و نسق هر مصلحتی که پیش آید…. (جهانگشای جوینی)"

## تاریخچه
شواهد کاربرد تومان به عنوان واحد پول به دورة مغول بازمی‌گردد. برپایه منابع این دوره، تومان معادل ده هزار دینار زر رایج بوده است.
مغولها، پس از تسلط خود بر سرزمینهای مغلوب، سکه‌های نقره رواج دادند. با آنکه در زمان مغول سکه نقره در ایران رایج بود، صرافان به علت تنزل ارزش پول و جلوگیری از تقلباتی که در دینار بود، از «تومان» به عنوان واحد پول استفاده می‌کردند که ارزش آن معادل ۱۰ هزار دینار بود. «تومان» پول محاسباتی محسوب می‌شد و به صورت فیزیکی وجود نداشت. مأموران دولت نیز برای جلوگیری از تنزل درآمد خزانه مالیاتها را به تومان تسعیر و وصول می‌کردند. تسعیر پولها با این پول فرضی منبع درآمد سرشاری برای صرافان و بانکداران شده بود. همچنین به واسطه تهی‌شدن خزانه دولت از پول، فساد دستگاه‌های دولتی و افزایش براتهای عمده خزانه که توسط عمال دیوان در مقابل خرید اسلحه صادر شده بود، در سال ۶۹۳ هجری قمری فرمان رواج یک نوع پول کاغذی به نام «چاو» صادر و در هر شهر تشکیلاتی تحت عنوان «چاپ‌خانه» ایجاد شد تا چاو جایگزین زر و سیم رایج شود.
در دوران صفویه تومان در محاسبات دیوانی استفاده می‌شد اما سکه‌ای به این نام و ارزش ضرب نمی‌شد. پرارزش‌ترین و رایج ترین سکهٔ این دوران «عباسی» نام داشته و ۲۰۰ دینار (معادل دو صدم تومان) ارزش داشت. مطابق سفرنامه شاردَن ارزش یک تومان در دوران صفوی معادل ۴۵ لیره فرانسوی آن روزگار بوده است که ارزش امروزی آن تقریباً ۷۰۰ دلار آمریکا یا دو سکهٔ بهار آزادی می‌شود.
در دورهٔ قاجار تومان طلا (به ارزش ۱۰ هزار دینار) علاوه بر انواع دیگر سکه ضرب می‌شد. در دوران احمد شاه قاجار (۱۹۱۲) هیچ سکه طلایی در چرخه مبادلات نبود و سکه استاندارد، قران با ارزش نه صدم دلار یا کمتر بود. ارزش ده قران برابر با یک تومان بود اما هیچ تومانی در چرخه مبادلات نبود و بزرگ‌ترین سکه، سکه دو قرانی بود.
بر اساس قانون اصلاح یکای پول ایران در سال ۱۳۰۸ (زمان رضاشاه پهلوی) ریال با ارزشی معادل ۱۰۰ دینار به عنوان یکای پول رسمی ایران انتخاب شد. یکاهای قدیمی‌تر مثل قران و تومان کنار گذاشته شدند، با این وجود تومان هنوز کاربرد خود در گفتار عامه را حفظ کرده است.
| واحد                | معادل                 | برحسب دینار |
| تومان جمهوری اسلامی | صد قران جمهوری اسلامی | ۱۰٬۰۰۰٬۰۰۰  |
| قران جمهوری اسلامی  | ده تومان قاجار        | ۱۰۰٬۰۰۰     |
| تومان قاجار         | ده ریال پهلوی         | ۱۰٬۰۰۰      |
| پنج هزاری (پنزاری)  | پنج ریال پهلوی        | ۵٬۰۰۰       |
| دوهزاری (دوزاری)    | دو ریال پهلوی         | ۲٬۰۰۰       |
| ریال قاجار          | ۱۲۵۰ دینار            | ۱٬۲۵۰       |
| ریال پهلوی          | صد دینار پهلوی        | ۱٬۰۰۰       |
| قران                | هزار دینار            | ۱٬۰۰۰       |
| عباسی               | دویست دینار           | ۲۰۰         |
| صنّار                | صد دینار              | ۱۰۰         |
| شاهی                | پنجاه دینار           | ۵۰          |
| دینار پهلوی         | ده دینار              | ۱۰          |
| دینار               | -                     | ۱           |

### تومان در متون تاریخی
لفظ تومان بارها در نوشته‌های تاریخی آمده است و بر حسب ارزش پول هر منطقه انواع مختلفی داشته است مانند تومان خراسانی، تومان تبریزی، تومان عراقی (عراق عجم یا مناطق مرکزی ایران امروزی) و غیره.
در جامع‌التواریخ (داستان غازان خان) در منع فرمودن از زر به سود دادن و معاملات آمده است: «خواجه شمس‌الدین صاحب دیوان… گفت… از هر ده تومان که پادشاه اطلاق فرمود هشت تومان توفیر می‌کنم و به دو تومان بر ولایت برات می‌کنم چنان‌که بارتان رسد آن معنی پسندیده افتاد و صاحب دیوان یرلیغ‌های ایشان می‌ستد و بهر ده تومان دو تومان برات بر وجوه مرجوالحصول می‌نوشت.»
در عالم‌آرای عباسی دربارهٔ شکست گروهی از عثمانی‌ها به دست یکی از سرداران شاه اسماعیل آمده است: «و زال پاشا [سردار عثمانی] که سردار ده هزار کس بود به دست حلوا چی اوغلی کشته شد و از آن سی هزار کس، سیزده هزار کس به دررفتند و هفده هزار کس به جهنم داخل شدند و در کمر هر کدام بیست تومان زر نقد بود [که] به دست سپاه قزلباش افتاد.»
و دربارهٔ انواع تومان در این کتاب به تومان خراسانی و عراقی اشاره شده است: «و روز پنجم بود که شاطر رسید و سلطان را جانی بر تن آمده و از مژدهٔ آن خبر، پانصد تومان خراسانی به آن شاطر بخشید و چهار گوشهٔ تخت را سرهای شیر و ببر و پلنگ و اژدها و مرغان قرار داده بودند و کلاه چنگیزخانی که قریب به هفتاد هزار تومان عراقی قیمت جواهرات آن بود…»
در سفرنامه شاردن، بودجه سالانه حرم فاطمه معصومه، ۳۲۰۰ تومان ذکر شده است.
کریم خان زند در فرمانی که به تاریخ جمادی‌الاول ۱۱۷۷ قمری، میرزا زین‌العابدین را به سمت وزیر موقوفات منصوب کرده است چنین نگاشته است: «به رتبهٔ بلند منصب ارجمند وزارت موقوفات مفتخر و مبلغ پنجاه تومان تبریزی نقد در وجه او مقرر [که] هر ساله بازیافت و صرف معاش خود نموده…»
در حبیب‌السیر دربارهٔ بدخواهی قاضی محمد کاشانی از امیر نجم رشتی، آمده است: «قاضی محمد کاشانی… در غیبت آن جناب [نجم رشتی] روزی که پادشاه گیتی‌فروز در بزم نشاط و کامرانی نشسته بود… معروض داشت که امیر نجم‌الدین مبلغ بیست هزار تومان از اموال شاهی تصرف دارد.»
در کتاب تاریخ گیلان در وقایع سال ۱۰۰۱ قمری آمده است: «شاه عباس دربارهٔ کیافریدون صاحب‌کمال نمک به‌حلال، نوازشات بی‌اندازه و تلطفات بلندآوازه مبذول داشته، سپه‌سالاری لاهیجان را با سیصد تومان مواجب به مشارٌ‌الیه عنایت و احسان فرمودند…»
در جهانگشای نادری در مورد سال‌های پایانی پادشاهی نادرشاه و گرفتن مالیات‌های فوق‌طاقت که منجر به کشتار مردم و خرابی ایران شد آمده است: «آن جماعت که در ولایات دستی بلکه ناخنی نداشتند که قفای سر توانند خارید از پا بر فلک کشیده از ناخن به در می‌کردند تا آن بی‌گناهان بی‌دست و پا گشته هر کدام ده الف و بیست الف که هر الفی پنج هزار تومان بوده باشد، از دست چوب با قلمهای شکسته به پای خود می‌نوشتند…»

### سکه‌های طلا با واحد تومان
از آغاز ضرب سکه‌های طلا در ایران، این سکه‌ها در دوره‌های مختلف با نام‌های متفاوت نامگذاری و شناخته شده‌اند. با کنار رفتن زندیه و روی کار آمدن قاجار، واحد پول سکه‌های طلا از «مُهر اشرفی» به «تومان» تغییر یافت. وزن هر سکه طلای «مهر اشرفی» حدود ۱۱ گرم بود و سکه «نیم مهر اشرفی» ۵/۴ گرم وزن داشت. با توجه به اینکه سکه یک تومانی آغامحمدخان حدود ۸ گرم وزن داشت می‌توان نتیجه گرفت که نرخ برابری «تومان» در برابر طلا نسبت به «مُهر اشرفی» پایین‌تر آمده بود.

#### آغامحمدخان
نخستین پول‌هایی که تحت عنوان «تومان» در ایران به‌صورت رسمی رواج یافت، سکه‌های طلایی با وزن تقریبی ۴، ۸ و ۱۶ گرم بودند که به ترتیب نیم، یک و دو تومان زمان حکومت آغامحمدخان قاجار را تشکیل می‌دادند. این سکه‌ها که در شهرهای مختلف از جمله رشت، تبریز، تهران، شیراز، خوی و … ضرب می‌شدند در آغاز حکومت وی در روی خود دارای یک بیت شعر به صورت زیر بودند:
| شد آفتاب و ماه زر و سیم در جهان |  | از سکه امام بحق صاحب الزمان |

در سوی دیگر سکه محل ضرب سکه و تاریخ ضرب آن بر پایه گاهشماری هجری قمری درج شده بود. شعر مزبور از زمان حکومت کریم خان زند بر روی سکه‌ها درج می‌شد و تنها تفاوت سکه‌های طلای آغامحمدخان از نظر نوشتار درج عبارت «یا محمد» به‌جای عبارت «یا کریم» در پشت سکه هاست. بعدها شعارهای سه‌گانه مذهب تشیع جای این شعر را گرفتند. این شعارها بر روی برخی سکه‌های کریم خان نیز دیده می‌شوند.

#### فتحعلی شاه

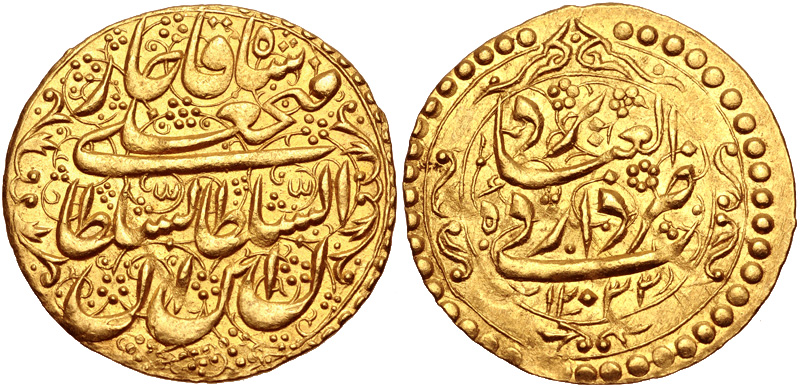
یک تومان فتحعلی شاه ضرب یزد؛ به وزن ۴/۶ گرم

در زمان فتحعلی شاه علاوه بر کاهش وزن سکه‌های طلا، عبارت مندرج بر روی سکه‌ها نیز تغییر کرد و عنوان شاه به‌صورت «السلطان بن السلطان فتحعلی شاه قاجار» جایگزین عبارات قبلی شد. وزن سکه نیم تومانی در این دوره حدود ۲/۵ گرم و سکه یک تومانی ۴/۶ گرم بود،

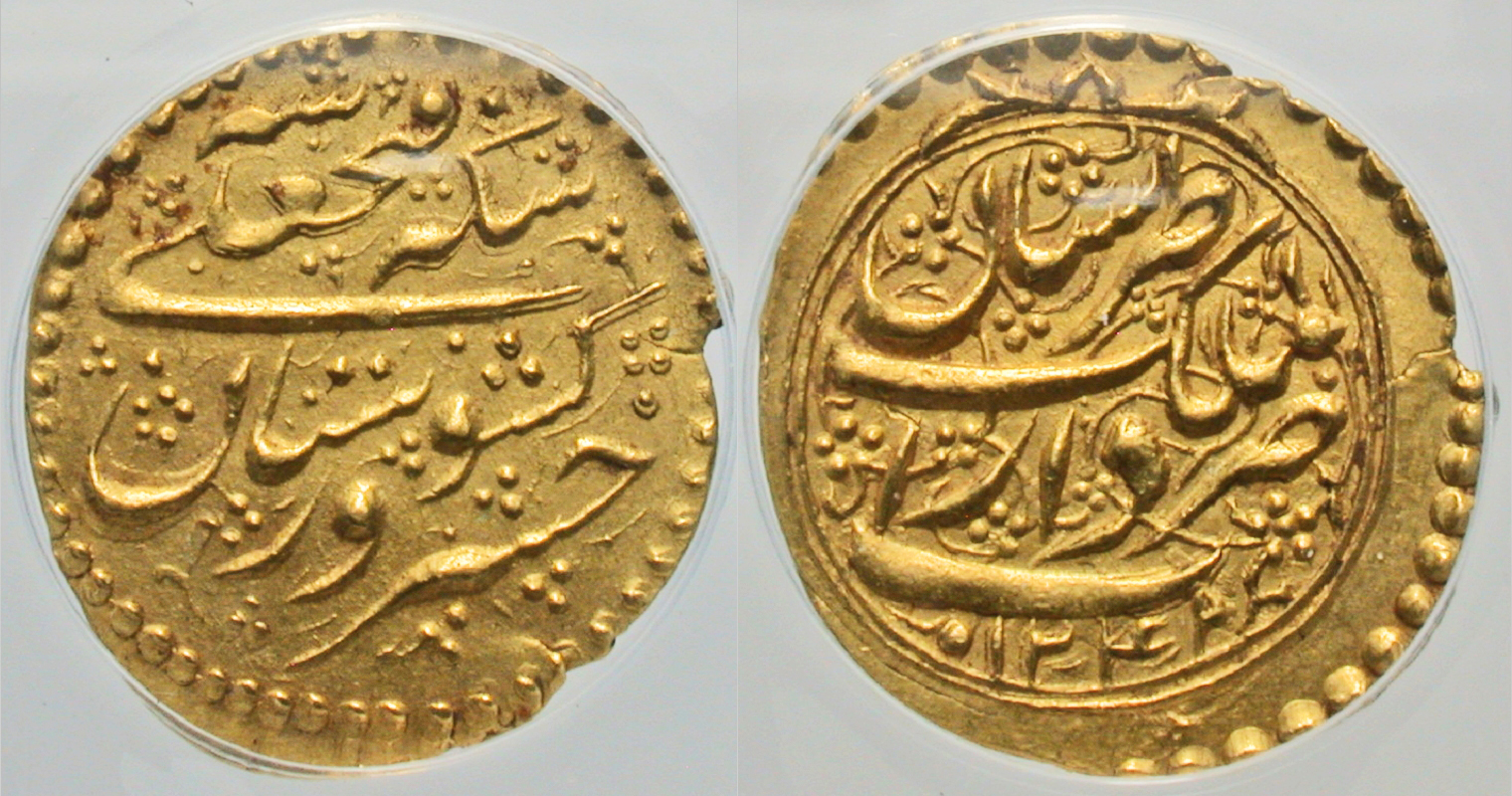
سکه یک تومانی فتحعلی شاه ضرب طبرستان در دوره دوم جنگهای ایران و روسیه

جالب آنکه در این دوره و همزمان با جنگهای ایران و روس، سکه‌های یک تومانی با عبارت «سکه فتحعلی شه خسرو کشور سِتان» ضرب شده‌اند که معادل یک تومان بوده اما وزن آنها به ۳/۴ گرم کاهش یافته بود. دو بار کاهش وزن سکه‌ها در مدت حکومت فتحعلی شاه می‌تواند نشاندهنده وجود وضعیت نامناسب اقتصادی و در نتیجه کاهش برابری واحد پول رسمی در برابر طلا باشد.
سکه‌های پنج تومانی نیز در این دوره ضرب شده که جنبهٔ رایج و متداول نداشته‌اند.

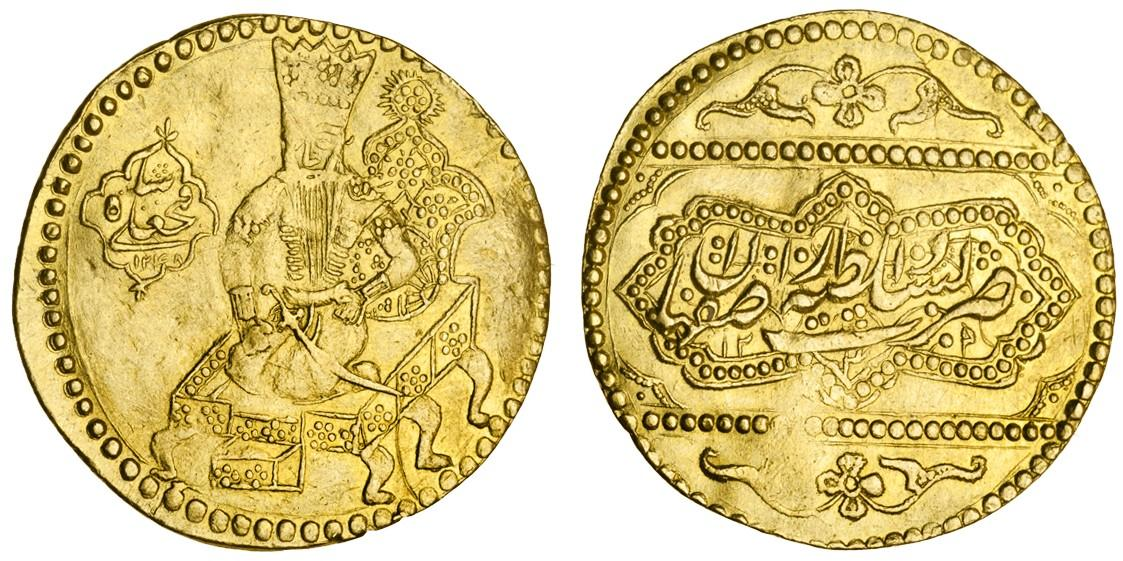
سکه یک تومانی تصویری فتحعلی شاه؛ نخستین سکه با نقش شاه ایران که پس از اسلام در سال ۱۲۴۹ هـ ق در اصفهان ضرب شد.

نکته دیگر آنکه نخستین سکه تصویری بعد از انقراض شاهنشاهی ساسانی در ایران، سکه یک تومانی تصویری فتحعلی شاه با وزن ۳/۳۴ گرم است که وی را نشسته بر تخت طاووس نقش نشان می‌دهد. با توجه به نایاب بودن این نوع از سکه یک تومانی، احتمالاً هدف از ضرب آنها برای استفاده‌های رایج و متداول نبوده است.

#### محمد شاه

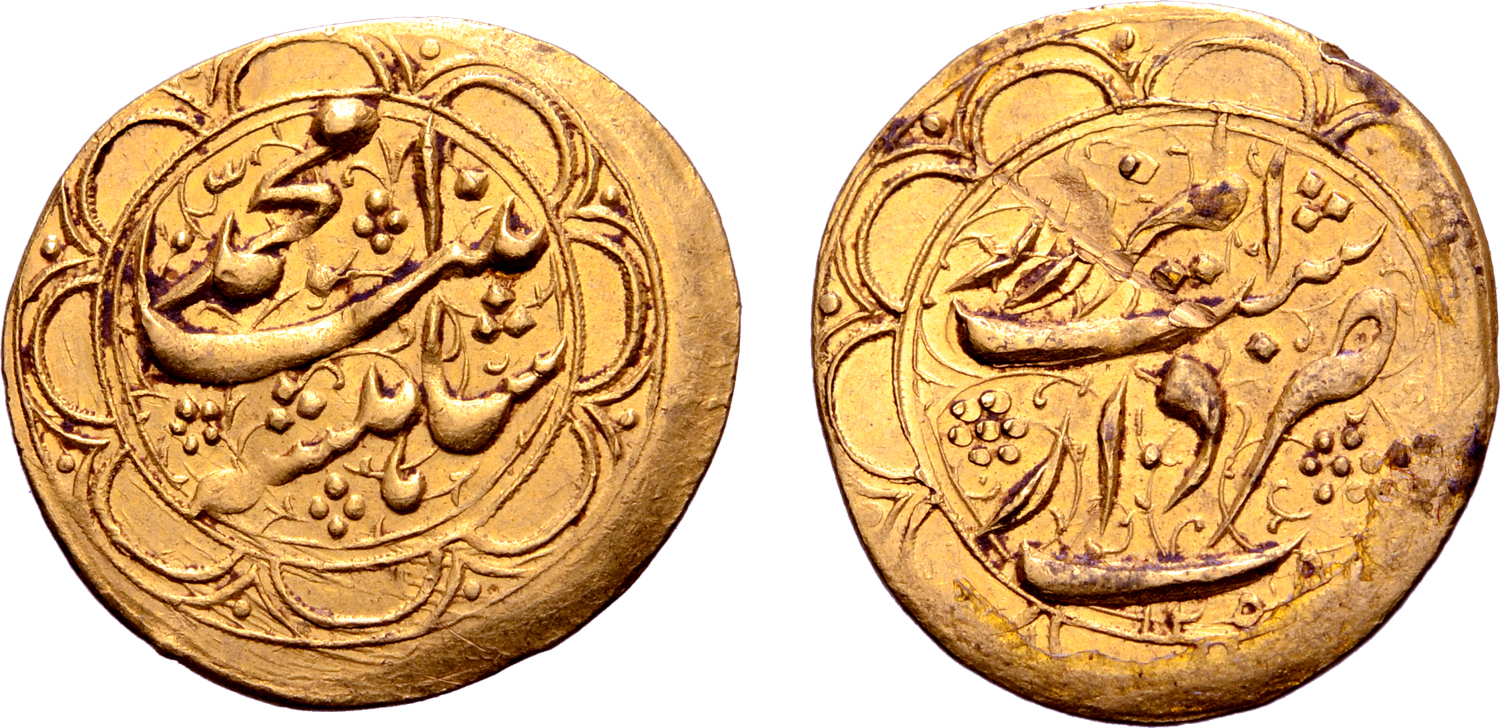
یک تومان محمدشاه قاجار؛ ضرب رشت

سکه‌های یک تومانی محمدشاه قاجار حامل عبارت «شاهنشه انبیا محمد» در روی خود هستند. وزن سکه طلای یک تومانی در این دوره ۳/۸ گرم بوده است.

#### ناصرالدین شاه
در دوره ناصرالدین شاه و با آغاز سفرهای شاه ایران به اروپا، ضمن آشنایی شاه با پیشرفتهای صنعتی در این قاره زمینه ورود دستگاه ضرب سکه به ایران فراهم شد. در نتیجه سکه‌های این دوره به دو صورت چکشی و ماشینی دیده می‌شوند.

سکه‌های چکشی ناصرالدین شاه عموماً دارای عنوانی مشابه سکه‌های فتحعلی شاه هستند: «السلطان بن السلطان ناصرالدین شاه قاجار». وزن سکه یک تومانی چکشی ناصرالدین شاه ۳/۴ گرم است. همچنین در این دوره سکه‌هایی با تصویر نیمرخ چپ شاه در روی سکه طراحی و ضرب شده‌اند، به دلیل ضعف طراحی در چهره شاه و عدم رعایت جزئیات و ظرافت در طراحی، این سکه‌ها در بین مجموعه داران به سکه‌های کاریکاتوری معروفند. سکه ده تومانی نیز از این دوره به‌دست آمده که دارای تصویر شیر و خورشید نشسته در پشت سکه می‌باشد که نایاب بودن آن نشان می‌دهد که از سکه‌های رایج نبوده است.
ضرب سکه‌های طلای ماشینی یک تومانی ناصرالدین شاه از سال ۱۲۹۳ قمری و با همان وزن ۳/۴۵ گرم آغاز گردید. این سکه‌ها در روی خود دارای عنوان شاه به‌صورت «خسرو صاحبقران ناصرالدین شاه غازی» بودند و در پشت خود تصویر شیر و خورشید را داشتند. از سال ۱۲۹۷ هجری تصویر سه رخ شاه جای عنوان او را بر روی سکه گرفت و وزن سکه‌های یک تومانی به ۲/۸۷ گرم کاهش یافت. عنوان شاه نیز در پشت سکه و به‌صورت «السُّلطان ناصرالدین شاه قاجار» جایگزین تصویر شیر و خورشید گردید. در این دوره نیز نظیر دوران فتحعلی شاه سکه‌های مناسبتی ضرب شده‌اند. این سکه‌ها به‌مناسبت سی امین سال سلطنت، سفر شاه به اروپا، پنجاهمین سال سلطنت و کشف معدن طلا و … طراحی و ضرب شده‌اند،
سکه دو تومانی ماشینی ناصرالدین شاه شاید نخستین سکه ای باشد که دارای عبارت تومان بر روی خود است. این سکه با وزن ۶/۵ گرم برای نخستین بار در سال ۱۲۹۵ قمری و با عیار ۰/۹۰۰ ضرب گردید.
در دورهٔ حکومت ناصرالدین شاه سکه‌های ده و بیست و پنج تومانی نیز ضرب شده‌اند که رایج نبوده و به مناسبت‌هایی به افراد خاص اعطا شده‌اند.

#### مظفرالدین شاه
نخستین سکه‌های مظفرالدین شاه نیز حامل عنوان او به‌صورت «السلطان مظفرالدین شاه قاجار» در رو و تصویر شیر و خورشید در پشت خود هستند. سکه‌های یک تومانی تصویری مظفرالدین شاه از سال ۱۳۱۶ قمری طراحی و با حفظ وزن ۲/۸ گرم وارد چرخه شدند.
تنها سکه دو تومانی به‌مناسبت پنجاهمین سالگرد تولد مظفرالدین شاه ضرب شده و عنوان «سکه مولود همایونی» در کنار تصویر شاه دیده می‌شود. در این دوره تنها سکه‌های ده تومانی دارای عبارت تومان بر روی خود هستند که آنها هم از تغییر نام شاه از ناصرالدین به مظفرالدین و همچنین تغییر تاریخ ضرب بر روی قالب سکه تهیه شدند.

#### محمدعلی شاه
در دورهٔ محمدعلی شاه علاوه بر واحد تومان، اشرفی نیز در بین سکه‌های طلا دیده می‌شود. اما سکه‌های اشرفی ظاهراً جنبهٔ آزمایشی داشته و به تولید انبوه نرسیدند. سکه‌های طلای یک تومانی در سال اول حکومت محمدعلی شاه نیز دارای عنوان شاه به‌صورت «السلطان محمدعلی شاه قاجار» بر روی خود و تصویر شیر و خورشید در پشت خود بودند. سکه‌های تصویری این دوره توسط آلفونس میچاکس و در ضرابخانه بروکسل طراحی و ضرب شده‌اند؛ حروف ابتدایی نام طراح به‌صورت .A. M بر روی سینه شاه دیده می‌شود. از ویژگی‌های این دوره تأکید بر درج مبلغ سکه بر روی آن است بطوریکه بر روی سکه‌های یک چهارم تومان و نیم تومانی نیز عبارات دوهزاری و پنجهزاری دیده می‌شود که به ترتیب معادل ۲۰۰۰ دینار و ۵۰۰۰ دینار نقره هستند. جالب آنکه عبارت یک تومان در پشت سکه «یک تومانی خطی» محمدعلی شاه دیده می‌شود اما کلمه طهران جایگزین آن در روی سکه «یک تومانی تصویری» گردیده است. در این دوره سکه دو و ده تومانی ضرب نشده است.

#### احمد شاه
در دوره احمد شاه نیز سکه‌های سه سال ابتدای حکومت به‌صورت خطی و سکه‌های سال‌های بعد به‌صورت تصویری ضرب شده‌اند. وزن سکه یک تومانی (و سایر سکه‌های) این دوره نسبت به زمان ناصرالدین شاه حفظ شده که همان ۲/۸۷ گرم می‌باشد. در این دوره سکه‌های دوهزاری، پنجهزاری، یک تومانی و ده تومانی به‌صورت رایج و سکه‌های دو و پنج اشرفی به‌صورت نمونه ضرب شده‌اند. سکه دو تومانی نیز که بسیار نایاب است تنها در سال ۱۳۳۱ قمری در این دوره ضرب شده است. همچنین از بررسی عبارت مندرج در پشت سکه‌ها که «السلطان سلطان احمد شاه قاجار» و تکرار کلمه سلطان می‌باشد مشخص می‌شود که نام کامل شاه، «سلطان احمد شاه» بوده است.

#### رضاشاه پهلوی
تنها سکه یک تومانی دوره پهلوی در سال ۱۳۰۵ خورشیدی و به‌مناسبت جشن نوروز ضرب شد. در همین سال و با تصویب قانون تعیین واحد پول و مقیاس، سکه‌های طلا با واحد تومان از واحد پول رسمی کنار گذاشته و سکه پهلوی جایگزین آنها شد.

### اسکناس‌های رایج با واحد تومان
نوشتار اصلی: فهرست اسکناس‌های ایران

#### ناصرالدین شاه
نخستین اسکناس‌های رایج با واحد تومان در زمان ناصرالدین شاه قاجار و توسط بانک شاهنشاهی ایران طراحی و چاپ شدند. این اسکناس‌ها که با واحد پول تومان انتشار یافتند شامل اسکناس‌های یک، دو، سه، پنج، ده، بیست، بیست و پنج، پنجاه، صد و پانصد تومانی بودند.

#### حکومت خودمختار آذربایجان
دومین حکومتی که پس از ناصرالدین شاه قاجار دست به انتشار اسکناس با واحد تومان زد، حکومت ملی آذربایجان به رهبری جعفر پیشه‌وری بود. این اسکناس‌ها شامل یک تومنی، پنج تومنی، ده تومنی و پنجاه تومنی بودند. جالب آنکه نوشتار تومان در این برگه‌ها به تومن تغییر یافته بود.
تبدیل واحد پولی کشور از ریال به تومان
از آنجا که تمام مردم در داد و ستدهای روزمره با تومان کار می‌کنند، دولت هم باید همین روند جاری و غیررسمی را به صورت رسمی اعلام کند. درواقع ریال حذف نشده و همچنان معادل یک دهم تومان باقی خواهد ماند. از سوی دیگر، قرارنیست به سرعت اسکناس‌ها و سکه‌های جدید عرضه شوند، بلکه در روند نوسازی اسکناس‌ها که هرساله انجام می‌گیرد، به تدریج می‌توان موارد جدید را جایگزین نمود. درواقع این کار هیچ ارتباطی به حذف صفر ندارد و صرفاً با هدف تسهیل محاسبات جاری انجام می‌گیرد. همچنین تبدیل این پیشنهاد به کانون اختلاف دولت و مجلس توجیهی ندارد. چون لایحه تغییر پول ایران از ریال به تومان و تعیین آن بر اساس ۱۰ ریال است. این موضوع مدتها قبل از سوی مردم و در تمام مبادلات پولی مورد استفاده بود، یعنی کاربرد واحد تومان به جای ریال، رسمیت یافت. درواقع تبدیل ریال به تومان به هیچ عنوان به معنای ورود به سیاست حذف صفر نیست و کاملاً با یکدیگر متمایز هستند. همچنین تأکید می‌شود که این پیشنهاد در راستای احترام به عرف جامعه بوده و از حذف صفر جداست. با تبدیل ریال به تومان باید اصلاحاتی در برخی بخش‌ها مانند دفاتر حسابداری، چاپ اسکناس، دسته چک‌ها یا ضوابط نگهداری حساب‌ها در بانک‌ها انجام شده و به تومان تبدیل شود در عین حال که در بانکداری الکترونیک نیز تغییرات ایجاد خواهد شد که در مجموع موجب ایجاد مشکلی برای مردم نمی‌شود. یکی دیگر از مواردی که در تغییر واحد پول ملی مورد توجه است، تغییرات اعمال شده برای چاپ اسکناس‌های جدید خواهد بود که نسبت به اسکناس‌های فعلی یک صفر کمتر خواهد شد. این کار فقط یک اصلاح جزئی در چاپ اسکناس‌ها است و به تدریج وارد چرخه پولی خواهد شد. ×−√٪

## مشکلات کنار گذاشتن تومان
استفاده مردم ایران از یکای پول تومان به جای ۱۰ ریال باعث سردرگمی و مشکلاتی شده است. چون پول رسمی بر اساس ریال است و مردم در ذهن‌شان تومان را به کار می‌گیرند مجبورند هر گاه که قیمتی را به ریال می‌شنوند آن را به تومان تبدیل کنند و این موضوع یک تلاش ذهنی بی‌فایده را بر ایرانیان تحمیل می‌کند که گاهی با خطا همراه می‌شود. در بسیاری از مواقع نیز مشخص نیست که قیمت درج شده به تومان است یا ریال. چنین وضعیتی که یکای پول متفاوت به این شکل (یکی رسمی و دیگری در میان مردم) وجود داشته باشد تنها در ایران حکم فرماست. این موضوع برای گردشگران خارجی در ایران نیز باعث مشکل می‌شود. یکی از مقامات بانک مرکزی ایران گفته است که بانک مرکزی قصد دارد یکای ریال را به یکای تومان تغییر دهد.

## طرح اصلاح پول ملی ایران
با توجه به تورم بالا در ایران و پایین آمدن ارزش پول ملی قرار بر حذف چند صفر (پیشنهاد بانک مرکزی ۴ صفر است) از پول ایران شده است.
برخی نیز پیشنهاد تغییر نام ریال به تومان را داده‌اند. غلامرضا مصباحی مقدم (رئیس وقت کمیسیون اقتصادی مجلس) گفته است: «آنچه در افواه مردم وجود دارد تومان است و عمده بده‌بستان‌های مردم بر اساس تومان صورت می‌گیرد. حتی مسئولان کشور هم در محاسبات و محاورات شان کمتر از ریال استفاده می‌کنند؛ بنابراین اگر ما هم از تومان به جای ریال استفاده کنیم به جای سه صفر می‌توان چهار صفر را از پول ملی کشور حذف کرد.»
«تغییر واحد پول کشور از ریال به تومان به دلیل بزرگ شدن ارقام پولی» یکی از تبعات کاهش شدید ارزش پول ملی ایران است که بانک مرکزی را به طرح پیشنهاد تغییر واحد پول ملی واداشته است.
در جلسه هیئت دولت مورخ نهم مرداد ۱۳۹۸ که به ریاست حسن روحانی برگزار شد لایحه تغییر واحد پول ایران از ریال به تومان با حذف چهار صفر به تصویب رسید. و این لایحه به صورت یک لایحه دو فوریتی به مجلس ارجاع شد و در پانزدهم اردیبهشت ۱۳۹۹ این لایحه توسط مجلس شورای اسلامی ایران تصویب شد.

## تغییر پول ملی ایران از ریال به تومان
کابینه هیئت دولت یازدهم در تاریخ ۱۷ آذر ۱۳۹۵ در جریان بررسی «لایحه بانک مرکزی جمهوری اسلامی ایران» یکای پول ایران را تومان و برابر با ۱۰ ریال تعیین کرد. تغییر یکای پول ایران از ریال به تومان پس از ارسال لایحه بانک مرکزی به مجلس شورای اسلامی و تصویب این بند در مجلس و تأیید آن توسط شورای نگهبان قانونی و قابل اجراست.
ریال از سال ۱۳۰۸ (زمان رضاشاه پهلوی) به عنوان یکای پول رسمی کشور در گردش می‌باشد.
نمایندگان مجلس شورای اسلامی در جلسه علنی دوشنبه ۱۵ اردیبهشت و پس از تصویب کلیات لایحه اصلاح نظام پولی و بانکی، ماده واحده و جزئیات این لایحه را نیز به تصویب رساندند.
برخی منابع به‌اشتباه از تصویب کلیات لایحه اصلاح نظام پولی و بانکی خبر داده‌اند درحالی که کلیات این طرح قبلاً تصویب شده بود و امروز ماده واحده و جزئیات این لایحه در مجلس به تصویب رسید.
بعد از تأیید این طرح در شورای نگهبان، بانک مرکزی سه ماه وقت دارد تا آیین‌نامه اجرایی اصلاح واحد پول ملی را به دولت ارائه دهد و اقدامات اجرایی را آغاز کند.
همتی رئیس‌کل بانک مرکزی در زمان تصویب این طرح در مجلس در خصوص زمان مورد نیاز برای ایجاد این تحول، گفت: از ۲ تا ۵ سال بسته به شرایط آماده‌سازی آن طول می‌کشد و تلاش ما این است که در اسرع وقت صورت گیرد و کارهای کارشناسی و سرعت، لطمه‌ای به اجرای مطلوب آن نزند.
گفتنی است، با حذف چهار صفر از پول ملی، «ریال» به «تومان» تغییر می‌کند و بر اساس لایحه اصلاح ماده یک قانون پولی و بانکی کشور هر ۱ تومان معادل ۱۰ریال واَضعاف آن «قران» خواهد بود و هر تومان معادل ۱۰۰ قران می‌شود.
رئیس‌کل بانک مرکزی در همین خصوص گفت: تومان و قران همزمان با پول فعلی در کل کشور جاری شده و تدریجاً جایگزین اسکناس‌ها و مسکوکات فعلی می‌شوند.
متن کامل ماده واحده لایحه اصلاح پول ملی به‌شرح زیر است:
ماده واحده
ماده ۱ قانون پولی و بانکی کشور به‌شرح زیر اصلاح می‌شود:
الف ــ واحد پول ایران تومان است و هر تومان برابر ۱۰ ریال جاری و معادل یکصد قران است.
تبصره ۱ ــ برابری پول‌های خارجی نسبت به تومان و نرخ خرید و فروش ارز توسط بانک مرکزی در چارچوب نظام ارزی حاکم و با رعایت ذخایر ارزی و عنداللزوم تعهدات کشور در مقابل صندوق بین‌المللی پول، محاسبه و تعیین می‌شود.
تبصره ۲ ــ دوره گردش موازی و اعتبار همزمان تومان و ریال که در این قانون، «دوره گذار» نامیده می‌شود، حداکثر دو سال با رعایت تبصره ۴ این بند خواهد بود. طریقه جمع‌آوری و شرایط خروج اسکناس‌ها و سکه‌های ریال از جریان، بر طرق مفاد بند (ب) ماده ۳ و بند ج ماده ۴ قانون پولی و بانکی کشور حسب مورد، تعیین یا اجرا می‌شود.
تبصره ۳ ــ پس از پایان دوره گذار، تعهداتی که پیش از این بر اساس واحد پول ریال ایجاد شده است، تنها با واحد پول تومان قابل ایفا خواهد بود.
تبصره ۴ ــ بانک مرکزی موظف است ظرف ۲ سال از تاریخ لازم الاجرا شدن این قانون، ترتیبات اجرایی لازم را جهت آغاز «دوره گذار» فراهم کند.
تبصره ۵ ــ آیین‌نامه اجرایی این قانون ظرف ۳ ماه از تاریخ لازم الاجرا شدن توسط بانک مرکزی تهیه و به تصویب هیئت وزیران می‌رسد.

## حذف ۴ صفر از پول ملی تصویب شد/ یک دلار چند ریال می‌شود
فتح الله توسلی ضمن تأیید خبر تصویب حذف ۴ صفر از پول ملی در کمیسیون اقتصادی مجلس شورای اسلامی در توضیح این خبر اظهار کرد: این لایحه دولت بود که از مدت‌ها قبل مطرح و با ایرادات شورای نگهبان مواجه شده بود.[۶۶]
مهر نوشت: وی عنوان کرد: بار دیگر این موضوع در کمیسیون اقتصادی مجدداً با حضور آقای فرزین رئیس کل بانک مرکزی، معاون امور بانکی وزارت اقتصاد و دوستانی از مرکز پژوهش‌ها در کمیسیون اقتصادی مجلس مورد بحث قرار گرفت.[۶۷]
عضو کمیسیون اقتصادی مجلس شورای اسلامی خاطرنشان کرد: طبق توضیحات رئیس کل بانک مرکزی و دوستان وزارت امور اقتصادی و دارایی بار دیگر این لایحه به رأی گیری همکاران ما در کمیسیون گذاشته شد و کمیسیون نیز با بررسی کلیات آن موافقت کرد.[۶۹]
توسلی اضافه کرد: طبیعتاً طبق قانون بعد از مدتی که زیاد طول نخواهد کشید موضوع بررسی می‌شود و نظرات پیرامون این موضوع اخذ خواهد شد و ایرادات احتمالی مورد بررسی قرار خواهند گرفت و در نهایت به صحن مجلس ارجاع می‌شود و پس از رأی گیری، مراحل قانونی آن طی می‌شود.[۷۰]
وی در توضیح جزئیات مربوط به این لایحه خاطرنشان کرد: قطعاً اینکه بگوییم حذف ۴ یا ۵ صفر از پول ملی کمکی به کاهش تورم یا افزایش GDP می‌کند برداشت درستی نیست چرا که این اقدام بیشتر یک کار نرم افزاری برای اقتصاد ملی به حساب می‌آید نه یک کار سخت افزاری.[۷۱]
عضو کمیسیون اقتصادی مجلس شورای اسلامی ادامه داد: اما این اقدام در جهت اصلاح حیثیت پول ملی ما امری اجتناب ناپذیر به شمار می‌رود. برای نمونه وقتی گفته می‌شود یک دلار مساوی است با یک میلیون ریال، خود این بیان بار منفی برای شنونده ایجاد می‌کند که ارزش پول ملی به شدت پایین است و خصوصاً در عرصه بین المللی این برداشت اصلاً به نفع ما نیست.[۷۲]
توسلی تأکید کرد: طبیعتاً ما اگر بگوییم یک دلار مساوی با ۱۰ تومان یا ۱۰۰ تومان است، بار مثبتی در افکار عمومی و حتی بحث‌های بین المللی ایجاد می‌شود. از طرف دیگر در بحث نحوه محاسبات ریال و تومان امکان بروز خطا و اشتباه وجود داشت.[۷۳]
عضو کمیسیون اقتصادی مجلس شورای اسلامی گفت: طبق گفته دوستان بانک مرکزی و وزارت اقتصاد، در ارائه این لایحه بحث هزینه‌ها هم مطرح است؛ هزینه‌هایی که دیده نمی‌شود اما وجود دارد. برای مثال شما فرض کنید در خصوص چاپ اسکناس، هزینه‌های سنگینی برای تأمین کاغذ اسکناس از داخل و خارج از کشور انجام می‌شود. طبیعتاً نوع جوهر و نوع کاغذی که استفاده می‌شود، هزینه‌های اجتناب ناپذیری به همراه دارد و با انجام این اقدام ممکن است کاهش پیدا کند.[۷۴]
عضو کمیسیون اقتصادی مجلس شورای اسلامی در پاسخ به این سوال که در لایحه موجود، ایراداتی که شورای نگهبان به لایحه پیشنهادی قبل داشت برطرف شده است؟ گفت: در واقع در این لایحه ایراداتی که شورای نگهبان گرفته باید برطرف شده باشد و اگر هم برطرف نشده ما در کمیسیون باید آن را اصلاح کنیم که مجدداً از سوی شورای نگهبان برگشت نخورد.[۷۵]
توسلی با بیان اینکه طبق توجیهاتی که در دفاع از این لایحه وجود داشت، موافق تصویب این لایحه هستم، تصریح کرد: یکسری ریزه کاری‌ها وجود دارد که باید در کمیسیون مورد بحث و بررسی قرار گیرد و رفع شود.[۷۶]
وی با اشاره به اثرات منفی کاهش ارزش پول ملی در کشور بیان کرد: اتفاق خیلی بد و نگران کننده‌ای که در کشور در حال رخ دادن است این است که با توجه به کاهش ارزش پول ملی، ریال از روابط مالی و معادلاتی خارج شده است و بسیاری از معاملات در کشور به صورت دلاری انجام می‌شوند و از که اعتمادی به وضعیت ریال و تومان در کشور وجود ندارد و این اصلاً برای پول ملی ما خوب نیست لذا ما باید از این اتفاق پیشگیری کنیم.[۷۷]
عضو کمیسیون اقتصادی مجلس شورای اسلامی اظهار کرد: این طرح تحت عنوان طرح اصلاح نظام پولی توسط بانک مرکزی اعلام شد و ضرورت اجرای آن هم سه بحث مربوط به عدم کارایی اسکناس و مسکوکات، ارقام بزرگی که در معامالات استفاده می‌شود و سوم هم حیثیت پول ملی، بود.[۷۹]
توسلی افزود: این لایحه از سال ۱۳۹۸ تحت عنوان حذف ۴ صفر از پول ملی توسط هیئت دولت طرح شد و بعد سال ۹۹ یک بار در جلسه علنی مجلس بررسی و تصویب شد و رفت به شورای نگهبان مجمع تشخیص، بعد هم در سال ۱۴۰۰ این مجدداً به کمیسیون اقتصادی ارجاع شد و در حال بررسی آن هستیم.[۸۰]
وی گفت: در لایحه سال ۹۹، پیشنهاد حذف ۴ صفر مطرح بود اما در حال حاضر برخی معتقد به حذف ۵ صفر و بیشتر هستند. صحبت‌هایی هم پیرامون نامگذاری پول ملی به ریال و تومان وجود دارد و در مورد همه این موارد، قطعاً در کمیسیون اقتصادی بحث و بررسی صورت خواهد گرفت تا ان‌شاءالله نتیجه مورد نظر حاصل شود.[۸۱]